# Jean-Féry Rebel
Jean-Féry Rebel (18. dubna 1666 Paříž – 2. ledna 1747 tamtéž) byl francouzský barokní hudební skladatel, dirigent, houslista a cembalista.

## Život
Jean-Féry Rebel byl synem Jeana Rebela, zpěváka-tenora v soukromé kapele Ludvíka XIV. Jako dítě vynikl jako zázračný houslista. Již ve věku osmi let patřil mezi otcovy oblíbené doprovazeče. Později byl žákem velkého skladatele Jeana-Baptista Lullyho. Stal se houslistou, cembalistou, dirigentem a hudebním skladatelem.
Roku 1699 se Rebel stal prvním houslistou Královské akademie hudby (Académie royale de musique) a královské opery. V roce 1700 odcestoval s operní společností doprovázející nastávajího španělského krále Filipa V. Španělského do Španělska.
V roce 1702 se oženil s Catherine Claude Coutyovou a měl s ní šest dětí. Ze Španělska se vrátil v roce 1705 a získal místo v prestižním souboru známým jako Vingt-quatre violons du roy (24 králových houslistů). V roce 1716 byl vybrán jako Maitre de Musique Akademie a v sezóně 1734-1735 dirigoval veřejné koncerty zvané Concert Spirituel. Sloužil také jako dvorní skladatel Ludvíka XIV.
Zemřel v Paříži 2. ledna 1747. Jeho syn François Rebel (1701-1775) se stal také znamenitým houslistou a skladatelem. Byl rovněž členem "Vingt-quatre violons du roy" a komponoval a řídil opery společně s Françoisem Francœurem.

## Dílo
Rebel byl jedním z prvních francouzských skladatelů, kteří komponovali sonáty v italském stylu. Řada jeho skladeb se vyznačuje složitými rytmy a zvláštní harmonií, kterou jeho současníci ne zcela pochopili a docenili. Jeho Les caractères de la danse kombinují hudbu s tancem a přinášejí nezvyklé metrické myšlenky. Tato skladba měla úspěch i v Londýně, kde ji v roce 1725 uvedl Georg Friedrich Händel. Na počest svého učitele Lullyho zkomponoval skladbu Le tombeau de M. Lully. Některé Rebelovy skladby jsou uváděny jako taneční symfonie (Une symphonie de danse). Mezi těmito skladbami vyniká Les élémens popisující stvoření světa.

### Písně a árie
- Amis, cherchons un ermitage (1695)
- Chers amis, quelle abondance (1695)
- En dormant, ce matin (1695)
- Pourquoi différer, aimons-nous (1695)
- Si mon esprit quittait ma teste (1695)
- Profitez donc mieux des douceurs (1695)
- Au temps heureux (1696)
- N'aimez jamais qu'on ne vous aime (1696)
- Quand je suis auprès de Climène (1696)
- L'épouse la plus belle (1697)
- Philis avait raison (1697)
- Bacchus, à moy, viens vite défendre (1699)
- Laisse-moy ma raison (1701)
- J'ayme les plus beaux (1703)
- Cruel amour, inutile tendresse (1704)
- Tu te plains, cher Tircis (1704)
- Bon vin, quoique ton pouvoir (1707)
- Le Nectar qu'Hébé verse aux dieux (1707)
- Tais-toy, triste raison (1707)
- J'allais en pélerinage (1708)
- Volez, Zéphirs amoureux

### Instrumentální hudba
- Pièces pour le violon avec basse continue divisées par suites de tons qui peuvent aussi se jouer sur le clavecin et sur la viole (3 suity) (1704)
- Caprice, pour 3 violons, violoncelle et basse continue (1711)
- La Boutade, pour 2 violons, viole et basse continue (1712)
- Recueil de douze sonates à II et III parties avec la basse continue chiffrée, pour 2 violons, basse de viole ou clavecin (1713)
- Sonates à violon seul mêlées de plusieurs récits, pour le violon (2 suity po 12 sonátách) (1713)
- Les Caractères de la danse, pour flûte, hautbois, 2 violons, basse continue (1715)
- Terpsichore, sonate pour violon, flûte et basse continue (1720)
- Fantaisie en 7 parties, pour 5 flûtes, 2 violons , violoncelle, trompette, timbale, basse continue (použito v Tancrède (1729), Isis (1732), Les Eléments (1737), Omphale (1735), Persée (1737), Atys (1739), Amadis de Gaule (1741))
- Les Plaisirs champêtres, pour flûte, hautbois, basson, 2 violons, basse continue (použito v Acis et Galathée (1734), Omphale (1735), Persée (1737), Cadmus (1738))
- Les Eléments, symphonie nouvelle, pour 2 violons , 2 flûtes, basse ou clavecin solo (1737)
- 6 Leçons de Ténèbres (spolupráce Michel Richard Delalande, ztraceno)
- Airs de violons de l'Inconnu, en 5 entrées, Pas de deux (spolu s de La Lande: Airs de violons)
- La Petite Drôt, pour 2 violons, alto et basse

### Opera
- Ulysse, tragédie lyrique en 5 actes et prologue (libreto Henri Guichard, 1703, Académie royale de musique de Paris)